# Студничка, Франтишек
Франтишек Йосеф Студничка (27 июня 1836, Собеслав — 21 февраля 1903, Прага) — австро-венгерский чешский математик.
Окончил гимназию в Йиндржихув-Градеце и уже там увлёкся математикой и естественными науками. В 1857 году поступил на философский факультет Венского университета, где специализировался на математике и физике. Там же усиленно изучал географию и в 1860 году стал членом Императорского географического общества Австрии. В 1861 году получил степень доктора философии и тогда же сдал квалификационный экзамен, давший ему право работать учителем математики и физики. В те годы сильно страдал от астмы и по совету врачей покинул Вену и вернулся в чешские земли, где в течение года занимался частным репетиторством в родных краях. В 1862 году был назначен временным профессором немецкой гимназии в Ческе-Будеёвице и занимал эту должность два года. С 1864 года преподавал в Пражском политехническом институте: первые два года был почётным доцентом математики и аналитической механики, год спустя стал экстраординарным, а в августе 1866 года — экстраординарным профессором математики в этом учреждении. В Политехникуме он работал до 1871 года, в 1868/69 и 1871/72 учебных годах был деканом факультета гидротехнического и дорожного строительства и в 1869/70 учебном году — строительства.
В 1871 году стал профессором математики в Пражском университете; в августе 1871 года был назначен ординарным профессором университета Карла Фердинанда и с сентября приступил к чтению лекций. Когда в 1882 году Пражский университет был разделён на чешское и немецкое отделения, Студничка занял должность первого декана чешского философского факультета. В 1888/89 учебном году был ректором университета. Работал в этом учебном заведении до конца жизни. Кроме того, он был начальником метеорологической секции гидрографического комитета, занимался научно-издательской деятельностью, с 1870 года был почётным членом Чешского общества математиков, спустя год стал членом Королевского чешского общества наук, а в 1880 году был избран членом-корреспондентом Льежской королевской академии наук. С 1890 года был членом Чешской императорской академии искусства, литературы и наук, с 1897 года имел ранг придворного советника. Состоял также иностранным членом ряда научных обществ Германии, Франции, Италии и Российской империи, за свою научную работу получил множество наград.
Главные работы: «Элементы сферической тригонометрии» (Прага, 1865); «Элементы высшей математики» (1866); «Высшая математика в примерах»; «О солнечной системе»; «Введение в физическую теорию музыки Гельмгольца» (1870); «Введение в теорию детерминантов» (1871); «Вариационное исчисление»; «Общее алгебраическое учение о формах» (1880); «Общее землеведение. I. Астрономическая география» (1881); II. «Математическая география» (1882); III. «Физическая география» (1883); «Герои духа» (Прага, 1898). Издавал журнал «Casopis pro pestování mathematiky a fysiky». Статьи Студнички как в чешских, так и немецких научных журналах относились к алгебре, теории чисел, аналитической геометрии, высшей геометрии, сферической тригонометрии, дифференциальному, интегральному, вариационному и деривационному исчислениям, учению о рядах, теории детерминантов, учению о функциях, кватернионам, магическим квадратам, комплексным числам, механике, математической теории газов, физике, метеорологии, гидрографии и, наконец, истории и частью философии физико-математических наук. Особенно много он занимался теорией детерминантов, которую обогатил не только некоторыми новыми открытиями, но также и исследованиями по истории её развития. Крупнейшие из его работ по этому последнему предмету: «О происхождении и развитии учения о детерминантах» («Casopis», V, 1876) и «A. L. Cauchy als formaler Begründer der Determinanten-Theorie» (1876); «О происхождении и развитии теории чисел» («Casopis», IV, 1876) и «О происхождении и развитии дифференциального и интегрального исчислений» (ib., VIII, 1879). Кроме того, он написал следующие работы: «Николай Коперник»; «О развитии нашей физической литературы в течение последних пятидесяти лет» («Casopis», V, 1876).